# به‌سوی فانوس دریایی
به‌سوی فانوس دریایی (به انگلیسی: To the Lighthouse) رمانی است از ویرجینیا وولف که داستان خانواده رمزی و دیدار آن‌ها از جزیره اسکای (آسمان) در اسکاتلند بین سال‌های ۱۹۱۰ تا ۱۹۲۰ را حکایت می‌کند. این اثر یکی از موفق‌ترین تجربه‌های وی در سبک جریان سیال ذهن است.

## خلاصه
داستان از سه بخش تشکیل شده‌است؛

بخش اول که بیشترین حجم کتاب را هم در بر می‌گیرد، پنجره نام دارد. پنجره معانی مختلفی می‌تواند داشته باشد. شاید پنجره‌ای برای ما برای شناخت قهرمانان داستان، شاید پنجره‌ای برای قهرمانان داستان تا از آن به فانوس دریایی برسند و شاید خود داستان که با راوی‌های مختلفی و به عبارتی دیگر از پنجره‌های مختلفی روایت می‌شود، در این بخش، نویسنده داستان، یک روز خانواده رمزی را همراه با مهمانان آنان، از زبان خودشان روایت می‌کند. این روایت راویان مختلفی دارد و این یکی از برجسته‌ترین نکات رمان است که از زبان راوی‌های مختلف روایت می‌شود. زندگی تک تک شخصیت‌های داستان با تفصیلی باورنکردنی از زبان خودشان بیان می‌شود. زندگی و بیان همهٔ آن‌ها در خانم رمزی به اشتراک می‌رسد که حلقهٔ پیوند تمامی قهرمانان داستان است.
قسمت دوم کتاب: زمان می‌گذرد، روایتی سریع از سرنوشت قهرمانان داستان طی ده سال آینده است و اینکه خانم رمزی می‌میرد، خانوادهٔ رمزی از هم می‌پاشد و دیگر اتفاقات کوچک و بزرگی که می‌افتد.
بخش سوم و پایانی داستان تحت عنوان فانوس دریایی، برمی گردد به اینکه در غیاب خانم رمزی قهرمانان داستان دوباره به خانهٔ قدیمی برمی گردند، آقای رمزی و پسرهایش به فانوس دریایی می‌روند، لی لی بریسکو نقاشی‌اش را در حالتی که به شهود رسیده‌است کامل می‌کند و کارمایکل به شهرت زیادی در شعر دست می‌یابد. همهٔ آن‌ها راه خویش را پیدا می‌کنند و به شناخت می‌رسند در واقع خانم رمزی که واسطهٔ شناخت آن‌ها از زندگی بود به آرزویش می‌رسد.

## ترجمه به فارسی
به‌سوی فانوس دریایی تاکنون سه بار و به دست مترجمان زیر به فارسی برگردانده شده‌است:
- صالح حسینی (نشر نیلوفر)
- سیلویا بجانیان (نشر به‌نگار)
- خجسته کیهان (نشر نگاه)